# Elysia pilosa
Elysia pilosa is een slakkensoort uit de familie van de Plakobranchidae. De wetenschappelijke naam van de soort is voor het eerst geldig gepubliceerd in 1928 door Jean Risbec.